# Luis Sáinz Hinojosa
Luis Sáinz Hinojosa OFM (ur. 21 czerwca 1936 w Tiquipaya, zm. 8 października 2022 w Cochabambie) – boliwijski duchowny katolicki, arcybiskup ad personam, arcybiskup La Paz w latach 1987–1996, biskup pomocniczy Cochabamby w latach 1982–1987 oraz 2001–2012.

## Życiorys
Święcenia kapłańskie przyjął 26 sierpnia 1962 w zakonie franciszkanów.

### Episkopat
8 maja 1982 został mianowany przez papieża Jana Pawła II biskupem pomocniczym Cochabamby ze stolicą tytularną Thucca Terebenthina. Sakry biskupiej udzielił mu 31 lipca tegoż roku abp Alfio Rapisarda.
24 lutego 1987 został mianowany arcybiskupem metropolitą La Paz.
31 lipca 1996 Jan Paweł II przyjął jego rezygnację z urzędu. Po odejściu abp Sáinz Hinojosa powrócił do Cochabamby i jako rezydent wspomagał tamtejszego arcybiskupa. 12 września 2001 papież ponownie mianował go biskupem pomocniczym Cochabamby i przydzielił mu stolicę tytularną Iunca in Mauretania.
29 sierpnia 2012 przeszedł na emeryturę.